# Charlie Athersmith
William Charles Athersmith (Bloxwich, 10 maggio 1872 – Shifnal, 18 settembre 1910) è stato un calciatore inglese, di ruolo attaccante.

## Caratteristiche tecniche
Ala destra estremamente rapida, era una delle stelle dell'Aston Villa ed era considerato come il calciatore più veloce d'Inghilterra.

## Statistiche

### Cronologia presenze e reti in nazionale
| Cronologia completa delle presenze e delle reti in nazionale ― Inghilterra | Cronologia completa delle presenze e delle reti in nazionale ― Inghilterra | Cronologia completa delle presenze e delle reti in nazionale ― Inghilterra | Cronologia completa delle presenze e delle reti in nazionale ― Inghilterra | Cronologia completa delle presenze e delle reti in nazionale ― Inghilterra | Cronologia completa delle presenze e delle reti in nazionale ― Inghilterra | Cronologia completa delle presenze e delle reti in nazionale ― Inghilterra | Cronologia completa delle presenze e delle reti in nazionale ― Inghilterra |
| Data                                                                       | Città                                                                      | In casa                                                                    | Risultato                                                                  | Ospiti                                                                     | Competizione                                                               | Reti                                                                       | Note                                                                       |
| -------------------------------------------------------------------------- | -------------------------------------------------------------------------- | -------------------------------------------------------------------------- | -------------------------------------------------------------------------- | -------------------------------------------------------------------------- | -------------------------------------------------------------------------- | -------------------------------------------------------------------------- | -------------------------------------------------------------------------- |
| 5-3-1892                                                                   | Belfast                                                                    | Irlanda                                                                    | 0 – 2                                                                      | Inghilterra                                                                | Torneo Interbritannico 1892                                                | -                                                                          |                                                                            |
| 20-2-1897                                                                  | Nottingham                                                                 | Inghilterra                                                                | 6 – 0                                                                      | Irlanda                                                                    | Torneo Interbritannico 1897                                                | 1                                                                          |                                                                            |
| 29-3-1897                                                                  | Sheffield                                                                  | Inghilterra                                                                | 4 – 0                                                                      | Galles                                                                     | Torneo Interbritannico 1897                                                | -                                                                          |                                                                            |
| 3-4-1897                                                                   | Londra                                                                     | Inghilterra                                                                | 1 – 2                                                                      | Scozia                                                                     | Torneo Interbritannico 1897                                                | -                                                                          |                                                                            |
| 5-3-1898                                                                   | Belfast                                                                    | Irlanda                                                                    | 2 – 3                                                                      | Inghilterra                                                                | Torneo Interbritannico 1898                                                | -                                                                          |                                                                            |
| 28-3-1898                                                                  | Wrexham                                                                    | Galles                                                                     | 0 – 3                                                                      | Inghilterra                                                                | Torneo Interbritannico 1898                                                | -                                                                          |                                                                            |
| 2-4-1898                                                                   | Glasgow                                                                    | Scozia                                                                     | 1 – 3                                                                      | Inghilterra                                                                | Torneo Interbritannico 1898                                                | -                                                                          |                                                                            |
| 18-2-1899                                                                  | Sunderland                                                                 | Inghilterra                                                                | 13 – 2                                                                     | Irlanda                                                                    | Torneo Interbritannico 1899                                                | 1                                                                          |                                                                            |
| 20-3-1899                                                                  | Bristol                                                                    | Inghilterra                                                                | 4 – 0                                                                      | Galles                                                                     | Torneo Interbritannico 1899                                                | -                                                                          |                                                                            |
| 8-4-1899                                                                   | Birmingham                                                                 | Inghilterra                                                                | 2 – 1                                                                      | Scozia                                                                     | Torneo Interbritannico 1899                                                | -                                                                          |                                                                            |
| 17-3-1900                                                                  | Dublino                                                                    | Irlanda                                                                    | 0 – 2                                                                      | Inghilterra                                                                | Torneo Interbritannico 1900                                                | -                                                                          |                                                                            |
| 26-3-1900                                                                  | Cardiff                                                                    | Galles                                                                     | 1 – 1                                                                      | Inghilterra                                                                | Torneo Interbritannico 1900                                                | 1                                                                          |                                                                            |
| 7-4-1900                                                                   | Glasgow                                                                    | Scozia                                                                     | 4 – 1                                                                      | Inghilterra                                                                | Torneo Interbritannico 1900                                                | -                                                                          |                                                                            |
| Totale                                                                     |                                                                            | Presenze                                                                   | 12                                                                         |                                                                            | Reti                                                                       | 3                                                                          |                                                                            |

## Palmarès

### Club

#### Competizioni nazionali
- Campionato inglese: 5

Aston Villa: 1893-1894, 1895-1896, 1896-1897, 1898-1899, 1899-1900
- Coppa d'Inghilterra: 2

Aston Villa: 1894-1895, 1896-1897

#### Competizioni regionali
- Birmingham Senior Cup: 3

Aston Villa: 1891, 1896, 1899